# Hedengang
Hedengang es el título del primer EP de la banda danesa de black metal y funeral doom, Nortt. Este álbum fue lanzado en 2002 con un total de 350 copias, bajo el sello discográfico Sombre Records.

## Canciones
1. "Hedengangen" - 01:54
2. "Glemt" - 07:30
3. "Død og Borte" - 05:47
4. "Dystert Sind" - 02:15